# Kariaí (ort i Grekland, Peloponnesos)
Kariaí är en ort i Grekland.   Den ligger i prefekturen Lakonien och regionen Peloponnesos, i den södra delen av landet, 130 km sydväst om huvudstaden Aten. Kariaí ligger 958 meter över havet och antalet invånare är 1 048.
Terrängen runt Kariaí är kuperad. Runt Kariaí är det mycket glesbefolkat, med 6 invånare per kvadratkilometer. Närmaste större samhälle är Aléa, 18,2 km norr om Kariaí. 